# Игорева могила
Игорева могила — древний курган на правом берегу реки Уж близ села Немировка Коростенского района Житомирской области, являющийся по местным сказаниям захоронением князя Игоря Рюриковича.

## История

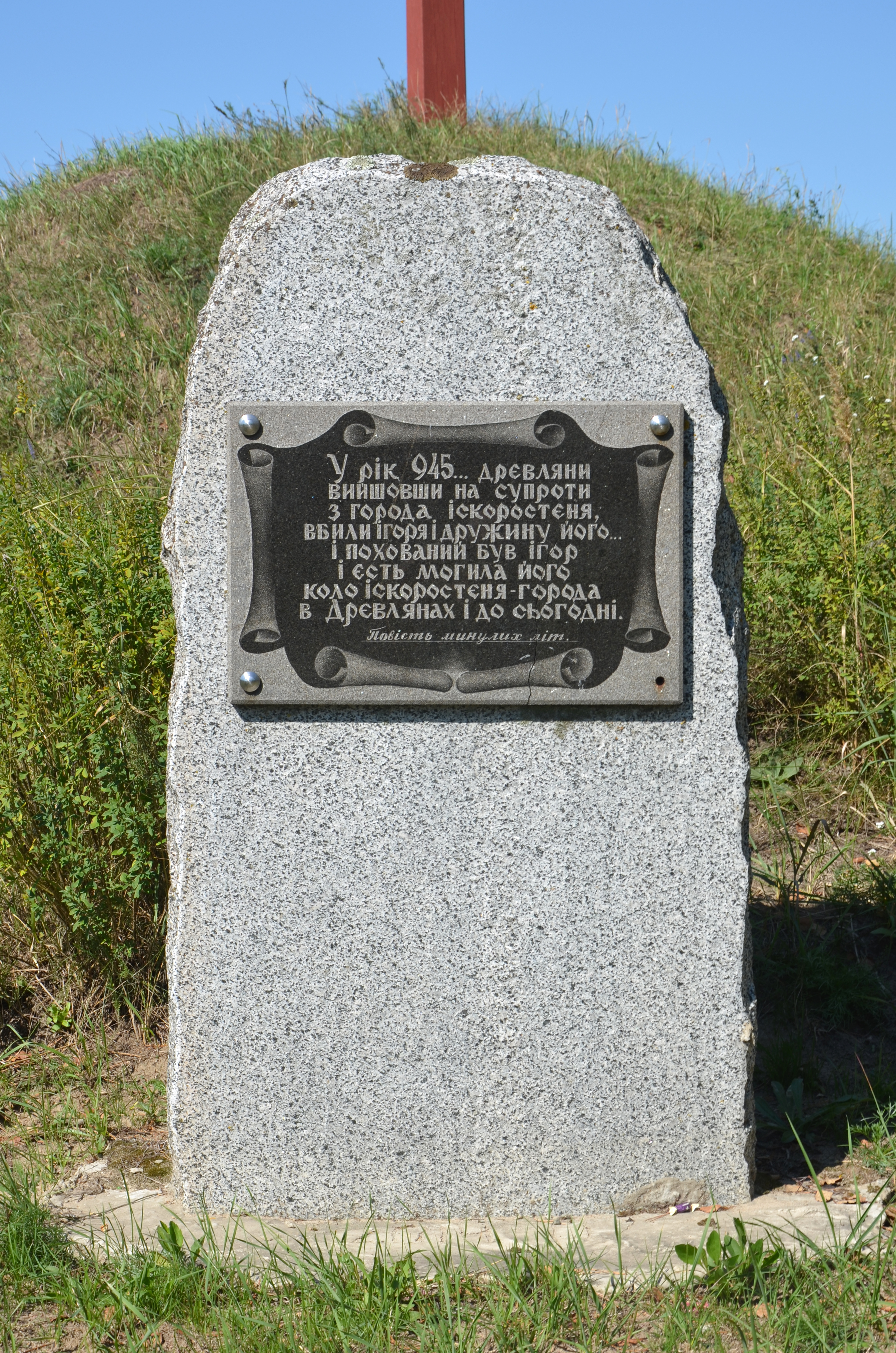
Памятный камень близ Игоревой могилы

В 945 году князь Игорь Рюрикович, собрав дань с древлян, стал возвращаться в Киев. Однако, отправив большую часть своей дружины в Киев, Игорь с малой частью людей вернулся к древлянам за новой данью, но древляне восстали и убили князя со всеми его людьми. Князь Игорь был похоронен около Искоростеня, об этом сообщается в «Повести временных лет».
Считается, что по преданию, после всего случившегося, вдова князя Ольга приказала насыпать могильный холм и совершить тризну, после которой опьяневшие древляне по её приказу были перебиты.

## Память
Игорева могила, при условии достоверности сказаний, является единственным сохранившимся местом погребения киевских князей.